# Beata Hlavenková
Beata Hlavenková (ur. 2 lutego 1978 w Wędryni) – czeska piosenkarka, pianistka i kompozytorka.
Otrzymała nagrodę Anděl (cena Anděl) za najbardziej udany album 2019 roku

## Dyskografia
Albumy studyjne
- S'aight (2004)
- Eternal Seekers (2008, reedycja 2012)
- Joy for Joel (2009)[3]
- Theodoros (2013)[4]
- Pišlické příběhy (2015)[5]
- Scintilla (2015)[6]
- Bethlehem (2017)[7]
- Sně (2019)[8]